# Музеј сакралне уметности катедрале Светог Ловре
Музеј сакралне уметности катедрале Светог Ловре једна је од музеолошких поставки у древном далматинском граду Трогиру у Републици Хрватској. У њему су у условним у музејским просторијама своје место нашле иконе, полиптиси, распела, еванђелистар и делови црквеног намештаја, али и кодекс Петра Ћипика. Већина експоната је до отварања овог музеја била изложена у цркви Светог Ивана Крститеља у Трогиру која је служила као пинакотека (простору у коме уметничка дела нису могле бити адекватно заштићене од утицаја влаге али и крађе).
Музеј је свечано отворен 2005. године у жупном двору катедрале Светог Ловре у Трогиру, који је обновљен са сврхом да се у њему смести музеј, уз велико залагање сплитског Конзерваторског одељења и њихове успешне сарадње са жупником дон Томиславом Чубелићем.

## Положај и смештај
Музеј сакралне уметности катедрале Светог Ловре налази се у жупном двору катедрала Светог Ловре у Улици Трг Ивана Павла II, у историјском језгру у Далматинском граду Трогиру, у Републици Хрватској.
Испред музеја просторно је оживљен југоисточни део градскога трга у старом делу Трогира. Стављањем у функцију до сада затворених врата заштитног зида који је скривао рушевине предроманичке шестолисне цркве Свете Марије, оку јавности су постали доступни, деломично обновљени и конзервирани, остаци њених зидова који формирају својеврсно предворје Музеја.
Музејске просторије смештене су на првом спрату обновљеног и архитектонски адаптираног жупног двора, катедрале Светог Ловре, у три омање просторије. У стилски неутралном простору аутори постаке су расветом су усмерили пажњу посетилаца на изложене предмете, који су изворно намењени сакралном простору.
У истој згради налази се жупни уред катедрале Светог Ловре, стан за жупника и просторија за веронауку.

## Историја
Пре отвaрања Музеја сакралне уметности катедрале Светог Ловре, уметнички предмети који су данас део збирке овог музеја били су изложени у сакристији – ризници катедрале и Светог Ивана Крститеља - Пинакотеци која је отворена 1975. године, заслугом тадашњег директора Музеја града Трогира Иве Бабића (аутора поставке).
Изложбене просторије су мале, плафони ниски, тако да је отежано сагледавање појединих дела која сежу од пода до плафона.
Приликом обнове зграде због поставке нове збирке прочеље је радикално измењено, надгрђено, затворена су два прозора према тргу. На отворењу Музеја сакралне уметности катедрале Светог Ловре најављено је отварање нових збирки у склопу истог Музеја - Лапидаријума у цркви Светог Ивана Крститеља,  - Музеј звоника у отвореним лођама катедралеСветог Ловре,  - Археолошка збирка у цркви Свете Барбаре (некада Светог Мартина).
У међувремену изложба Никола Иванов Фирентинац у Трогиру, која је одржана од 10. августа. до 10. децембрa 2007. године у цркви Светог Ивана Крститеља, прерасла је у сталну поставку – Лапидаријума Музеја сакралне уметности катедрале Светог Ловре. Три уметничка дела Николе Фирентинца из лапидаријума Музеја града Трогира, одлуком Хрватског музејског већа, без знања запослених у Музеју града Трогира, дата су на трајно чување у Музеј сакралне уметности катедрале Светог Ловре.

## Музејска поставка
Стална музејска поставка смештена у три омање просторије, и садржи различите уметничке предмете, првенствено слике сакупљене из трогирских цркава.

### Прва просторија
У првој, улазној просторији изложена су дела настала од 14. до 18. века, и то:
- Распела са тријумфалним Христом из 1325. године, трогирске сликарске радионице. Дело је непознатог аутора, са ликом распетог христа, а врх кракова с ликовима арханђела Светог Михаела, Богородице и Светог Ивана Еванђелиста, пореклом из цркве Свете Андрије на Чиову.
- Осликана врата оргуља из катедрале Гентила Белинија (Gentile Bellini) с приказима Светог Јеронима и Светог Ивана Крститеља из 1489. године
- Сребрни оков Богородице с дететом из 18. века.

### Друга просторија
У другој се просторији налазе дела трогирског сликарског опуса:
Блаж Јурјев Трогиранин
- Распело из цркве Госпе од Кармена, настало око 1440. године, са ликом мртвог Христа, арханђелом и Маријом.
- Полиптих Свети Јаков са свецима из цркве Светог Јакова на Чиову, настао1436. године
- Богородица у ружичњаку из Катедрале Светог Ловре,
- Полиптих Богородица с дететом и свецима из 1434 -1435. године, из цркве Светог Ивана Крститеља

Дујмо Вучковић
- Полиптих из цркве Госпе крај мора на Чиову, на коме је приказана Госпа са дететом и свецима који се приписује радионици Дујма Вучковића.[б][11]

### Трећа просторија
У поставци треће просторији доминира делимично сачувани полиптих Богородица с дететом и свецима са главног олтара катедрале из 13. века, сада по први пут изложен, Овај полиптих није још до краја одређен.
У овој просторији изложен је црквена одећа из сакристије катедрале Светог Ловре.
Међутим, то је тек део уметничких предмета који су раније били изложени у Пинакотеци у цркви Светог Ивана Крститеља (која је отворена 1975. године с поставком коју је уредио др. Иво Бабић, тадашњи директор Музеја града Трогира), јер је садашњи простор за збирку недовољан.

### Остала изложена дела и црквени предмети
У Музеју су изложене и следеће слике,
- Богородица с Дететом повезана с кругом Паола Венезиана;
- Богородица с Дететом, дело сликара Бенедикта из друге половине 14. века;
- Богородица с Дететом, настала око 1350. године, дело   Quirizia da Murana
- Пет светаца – темпера на дасци, са средишњим ликом Светог Андрије, дело ученика Паола Венезиана, које се првобитно налазило у цркви Светог Андрије;
- Полиптих Богородица с дететом и свецима, дело далматинске сликарске радионице из 1270. године,
- Еванђелистар из 13. века, једна од најбогатије украшених књига у Далмацији, вероватно настала у радионици бенедиктинског самостана Светог Ивана Крститеља у Трогиру;
- Псалтир, настао око 1450. године и кодекс Петра Ћипика из 1436. године.

## Ризница (сакристија) катедрале Светог Ловре
Ризница катедрале Светог Ловре (сакристија), саграђена у готичком стилу у 15. веку, део је сталне поставке Музеја сакралне уметности катедрале Светог Ловре.
У њој је сачуван готички дрвени ормар с интарзијама и обојеним дуборезом, који је 1458. године израдио мајстор Гргур Видов.
У ормарима ризнице су изложене бројне драгоцености трогирске катедрале:
- моћници,
- литургијски предмети,
- одећа...

Над ормарима, под сводом ризнице, осликани су грбови свих познатих трогирских бискупа.
Међу уметничким делима у сакристији истичу се:
- кукуљица опточена златним нитима и бисерима са приказом Светог Мартина и просјака, према традицији дар краља Беле IV. који се 1242. године бежећи пред Монголима и Татарима склонио у Трогир,
- сребрни готички печат из 1383. године, дар краљице Марије и Елизабете трогирском каптолу.[13]